# Transfer de populație

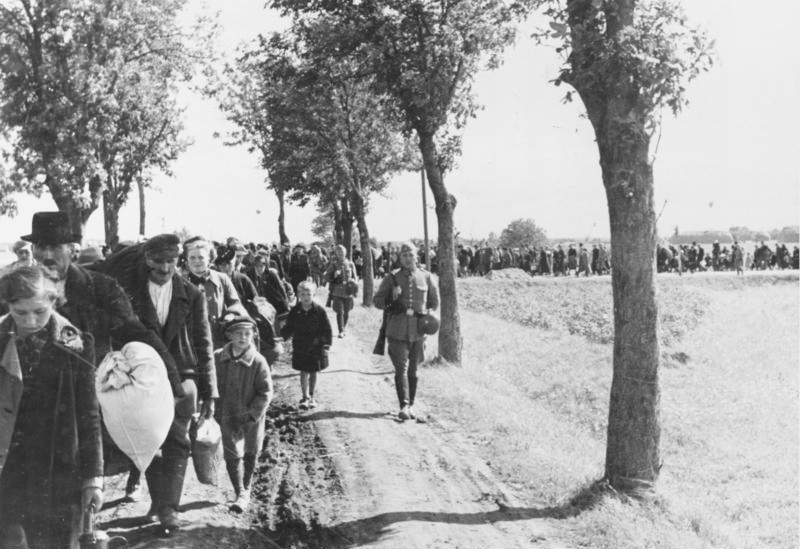
Polonezi expulzați din Polonia centrală în cadrul programului nazist Lebensraum (Spațiu vital), 1939

Transferul de populație (sau relocarea populației) este mutarea unui grup mare de oameni dintr-o regiune în alta, adesea o formă de migrație forțată, impusă de politica de stat sau de autoritatea internațională, efectuată cel mai frecvent pe baza etniei sau religiei, dar și datorită nevoii de forță de muncă, ca urmare a dezvoltării economice a regiunii țintă a relocării. Alungarea sau exilul este un proces similar, dar se aplică cu forța indivizilor și grupurilor de indivizi. 
Adesea, populația afectată este transferată cu forța într-o regiune îndepărtată, de cele mai multe ori nepotrivită cu modul de viață al membrilor grupului, ceea ce le provoacă mari suferințe. În plus, procesul implică pierderea tuturor bunurilor imobile și a unor cantități substanțiale de bunuri mobile, atunci când mutarea se face în grabă. Acest transfer poate fi motivat de dorința celor care decid mutarea să dea o nouă destinație regiunii în cauză sau, mai rar, de dezastre de mediu sau crize economice care justifică relocarea.
Primele transferuri de populație cunoscute datează din secolul al XIII-lea î.Hr. în Asiria.
Ultimul transfer major de populație din Europa a fost deportarea a 800.000 de etnici albanezi, în timpul războiului Kosovo din 1999. Cel mai mare transfer unic de populație din istorie a fost strămutarea și expulzarea germanilor după al Doilea Război Mondial, care a implicat mai mult de 12 milioane de oameni. Unele dintre cele mai mari transferuri de populație din Europa au fost atribuite  politicilor etnice ale Uniunii Sovietice din timpul lui Stalin. Cel mai cunoscut exemplu recent cauzat de dezvoltare economică este cel rezultat din construcția barajului celor Trei Defileuri din China.
Transferul de populație diferă în esență de  migrație, dar, în timp de război, fuga de pericol sau de foamete estompează diferențele.
Uneori, un stat poate încerca să prezinte migrațiile ca fiind rezultatul a nenumărate decizii „personale”, susținând astfel că nu este responsabil pentru expulzări.

## Tipuri specifice de transfer de populație

### Schimbul de populație
Schimbul de populație este transferul a două populații în direcții opuse, aproximativ în același timp. În teorie cel puțin, schimbul nu este forțat, dar realitatea efectelor acestor schimburi a fost întotdeauna inegal și cel puțin jumătate din așa-numitul „schimb” a fost de obicei forțat de participantul mai puternic sau mai bogat. Astfel de schimburi au avut loc de mai multe ori în  secolul al XX-lea:
- Transferurile de populație dintre India și Pakistan, după împărțirea Indiei Britanice.
- Expulzarea în masă a grecilor anatolieni și a musulmanilor greci din Turcia și, respectiv, Grecia, în timpul așa-numitului  schimb de populație greco-turc. A implicat aproximativ 1,3 milioane de greci anatolieni creștini și 354.000 de greci musulmani, dintre care majoritatea a fost forțată să se refugieze și și-a pierdut „de jure” cetățenia originală.

### Modificarea compoziției etnice
Aceasta se referă la practica adoptării politicilor de imigrație pentru transferul unei părți a unei populații dominante din punct de vedere etnic și / sau cultural într-o regiune populată de o minoritate etnică sau diferită din punct de vedere cultural, pentru modificarea compoziției etice și, în cele din urmă, pentru  transformarea populației native în timp prin adoptarea culturii dominante. Un exemplu este politica oficialităților chineze în Tibet. 

## Modificarea prevederilor dreptului internațional

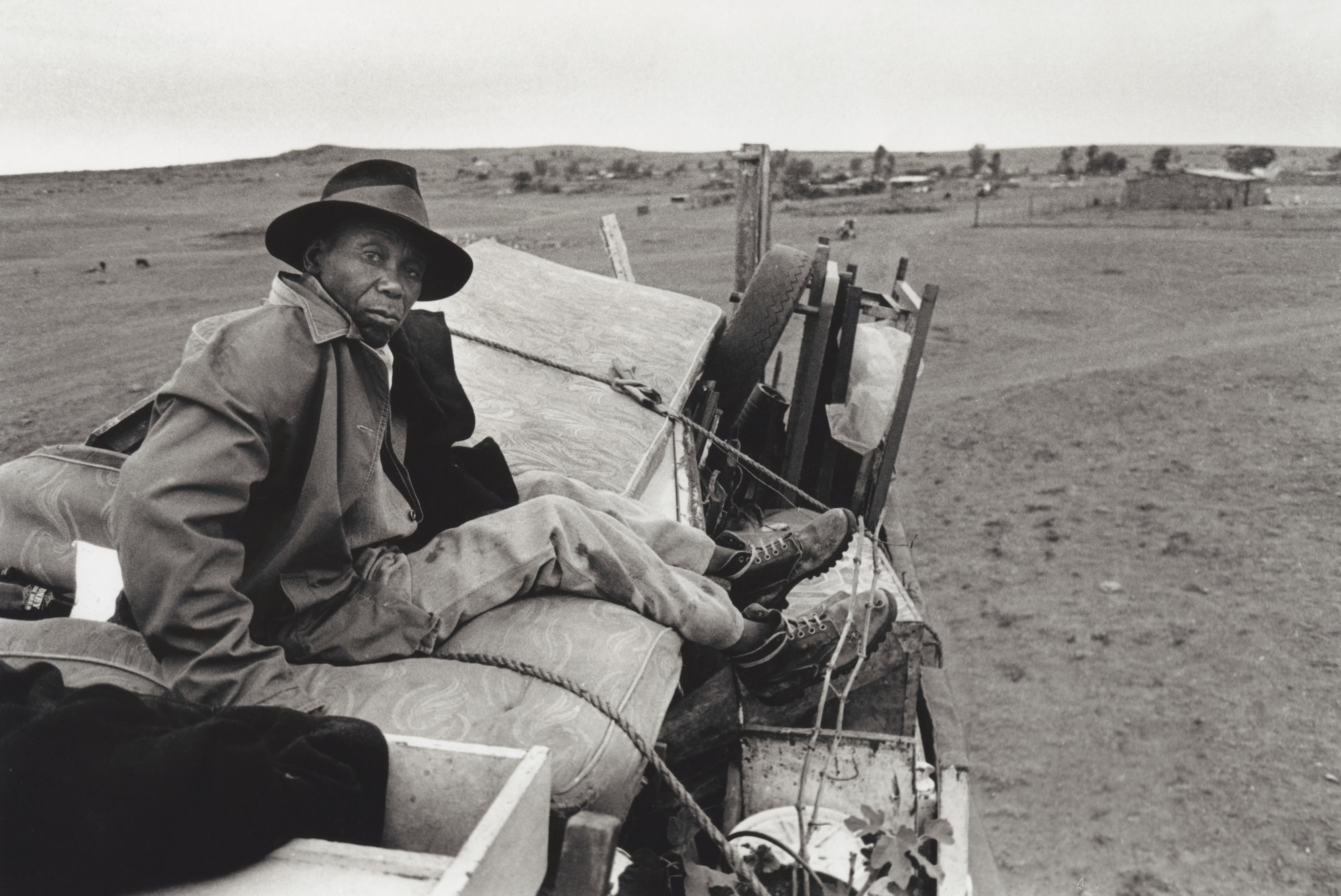
Mirația forțată în timpul apartheidului în Mogopa, Transvaal, Africa de Sud, februarie 1984.

Potrivit politologului Norman Finkelstein, transferul de populație a fost considerat o soluție acceptabilă la problemele generate de conflictele etnice până în perioada celui de-al Doilea Război Mondial și chiar pentru un timp după aceea. Transferul a fost considerat un mijloc drastic, dar „adesea necesar” pentru a pune capăt unui conflict etnic sau unui război civil. 
Capacitatea de realizare a transferului de populație a crescut foarte mult prin crearea rețelelor feroviare de la mijlocul secolului al XIX-lea. George Orwell a scris în eseul său din 1946 „Politics and the English Language”:
„În vremurile noastre, discursul și scrierea politică sunt în mare măsură apărarea a ceea ce este de neapărat. Lucrurile... pot fi într-adevăr apărate, dar numai prin argumente prea brutale pentru a fi acceptate de majoritatea oamenilor și care nu se potrivesc cu obiectivele declarate. Astfel, limbajul politic trebuie să se compună în mare măsură din eufemisme, întrebări retorice și evidente neclarități tulburi... Milioane de țărani sunt jefuiți de fermele lor și trimiși pe drumuri lungi doar cu ce pot transporta: acest lucru se numește transferul populației sau rectificarea frontierelor.”
Punctul de vedere al dreptului internațional privind transferul populației a cunoscut o evoluție considerabilă în secolul al XX-lea. Înainte de al Doilea Război Mondial, multe transferuri importante de populație au fost rezultatul tratatelor bilaterale și aveau sprijinul unor organisme internaționale precum Liga Națiunilor. Expulzarea germanilor după al doilea război mondial din Europa Centrală și de Răsăriteană după cel de-al Doilea Război Mondial a fost acceptată de aliați în articolul 13 al comunicatului Conferinței de la Potsdam, dar cercetările au arătat că atât delegația britanică, cât și cea americană la Potsdam au obiectat cu tărie față de amploarea transferului de populație care avuse loc deja și care se accelera în vara anului 1945. Principalul redactor al dispoziției, Geoffrey Harrison, a explicat că articolul nu avea ca scop aprobarea expulzărilor, ci găsirea unei modalități de pentru transferare competențelor către Comisia de control din Berlin pentru reglementarea fluxul de populație.
Abordarea problemei a început să se schimbe când prin hotărârea Tribunalului de la Nürnberg, care i-a judecat pe liderii naziști germani, a declarat deportarea forțată a populațiilor civile ca fiind atât o crimă de război, cât și o crimă împotriva umanității. Această opinie a fost adoptată treptat și extinsă până la sfârșitul secolului. La baza schimbării se afla tendința de a atribui drepturi indivizilor, limitând astfel drepturile statelor să încheie acorduri care îi afectează negativ.
În zilele noastre nu mai există controverse cu privire la statutul juridic al transferurilor involuntare de populație: „Acolo unde transferurile de populație erau acceptate ca mijloc de soluționare a conflictelor etnice, astăzi, transferurile forțate de populație sunt considerate încălcări ale dreptului internațional”. Nu se face nicio distincție juridică între transferurile unidirecționale și cele bidirecționale, deoarece drepturile fiecărei persoane sunt considerate independente de experiența altora.
Articolul 49 al  celei de-a patra Convenții de la Geneva (ale cărei prevederi au fost adoptate în 1949, iar azi sunt parte a „Dreptului internațional cutumiar”) interzice transferul în masă a persoanelor în sau din teritoriul aflat sub ocupație militară:
„Transferurile forțate individuale sau în masă, precum și deportările persoanelor protejate de pe teritoriul ocupat pe teritoriul Puterii ocupante sau în cel al oricărei alte țări, ocupate sau nu, sunt interzise, indiferent de motivul lor... Puterea ocupantă trebuie să nu deporteze sau să transfere părți din propria populație civilă pe teritoriul pe care îl ocupă.”
Într-un raport provizoriu al Subcomisiei Națiunilor Unite pentru prevenirea discriminării și protecția minorităților (1993) se spune:
„ Cazurile istorice reflectă o convingere la care astăzi s-a renunțat că transferul de populație poate servi ca opțiune pentru rezolvarea diferitelor tipuri de conflicte, într-o țară sau între țări. Acordul Statelor recunoscute poate oferi un criteriu pentru autorizarea termenilor finali de soluționare a conflictelor. Cu toate acestea, principiul cardinal al „caracterului voluntar” este rareori îndeplinit, indiferent de obiectivul transferului. Pentru ca transferul să respecte standardele drepturilor omului, așa cum au fost dezvoltate, potențialii transferați trebuie să aibă opțiunea să rămână în casele lor, dacă preferă.”
Același raport a avertizat cu privire la dificultatea de a asigura adevăratul caracter voluntar:
„... unele transferuri istorice nu au cerut transferuri forțate sau obligatorii, ci au inclus opțiuni pentru populațiile afectate. Cu toate acestea, condițiile care priveau tratatele relevante au creat presiuni morale, psihologice și economice puternice pentru a mutare.”
Raportul final al subcomisiei (1997) a invocat numeroase convenții legale și tratate pentru ca să susțină poziția conform căreia transferurile populației contravin dreptului internațional, cu excepția cazului în care au acordul atât al populației mutate, cât și al populației gazdă. Mai mult, acest consimțământ trebuie dat fără presiuni negative directe sau indirecte.
"Deportarea sau transferul forțat al populației" este definită ca o crimă împotriva umanității de către Statutul de la Roma al Curții Penale Internaționale (articolul 7).  Tribunalul Penal Internațional pentru Fosta Iugoslavie a acuzat și uneori condamnat un număr de politicieni și comandanți militari acuzați pentru deportări forțate în acea regiune.
Purificarea etnică cuprinde „deportarea sau transferul forțat al populației” și poate implica și alte crime, inclusiv crime împotriva umanității. Agitația  naționalistă poate întări sprijinul public pentru sau împotriva transferului de populație ca soluție la conflictul etnic actual sau posibil, iar atitudinile pot fi cultivate de susținătorii oricărui plan de acțiune cu propaganda de suport folosită ca instrument politic tipic, prin care pot fi atinse obiectivele lor.
Timothy V. Waters susține, în „On the Legal Construction of Ethnic Cleansing”, că expulzările populației germane de la est de linia Oder-Neisse, din Sudetenland și din alte părți ale Europei de Est fără reparații legale a stabilit un precedent juridic, care poate permite purificarea etnică viitoare a altor populații în conformitate cu dreptul internațional. Lucrarea sa a fost respinsă de studiul lui Jakob Cornides "The Sudeten German Question after EU Enlargement."

## În Europa

### Franța
Două transferuri de populație celebre din istoria Franței sunt interzicerea religiei evreilor în 1306 în timpul regelui  Filip al IV-lea și cea a hughenoților – protestanții francezi – prin Edictul de Fontainebleau din 1685. Războiul religios împotriva protestanților i-a făcut pe mulți dintre ei să caute scăparea în Țările de Jos și Anglia. La începutul secolului al XVIII-lea, unii hughenoți au emigrat în coloniile britanice din America. În ambele cazuri, populația nu a fost forțată să părăsească țară, ci religia lor a fost declarată ilegală și asta i-a făcut pe mulți să plece.

Potrivit lui Ivan Sertima,  Ludovic al XV-lea a ordonat deportarea tuturor persoanelor de culoare din Franța, dar ordinul lui nu a putut fi dus la îndeplinire. În acea vreme, persoanele de culoare erau în mare parte oameni liberi din coloniile din Caraibe și Louisiana, de obicei descendenți ai coloniștilor bărbați francezi și ai femeilor africane. Unii dintre părinții francezi și-au trimis fii metiși la școală în Franța, sau le-au oferit proprietăți unde să se stabilească. Alți metiși au intrat în armată, la fel ca Thomas-Alexandre Dumas, tatăl lui Alexandre Dumas.

### Irlanda

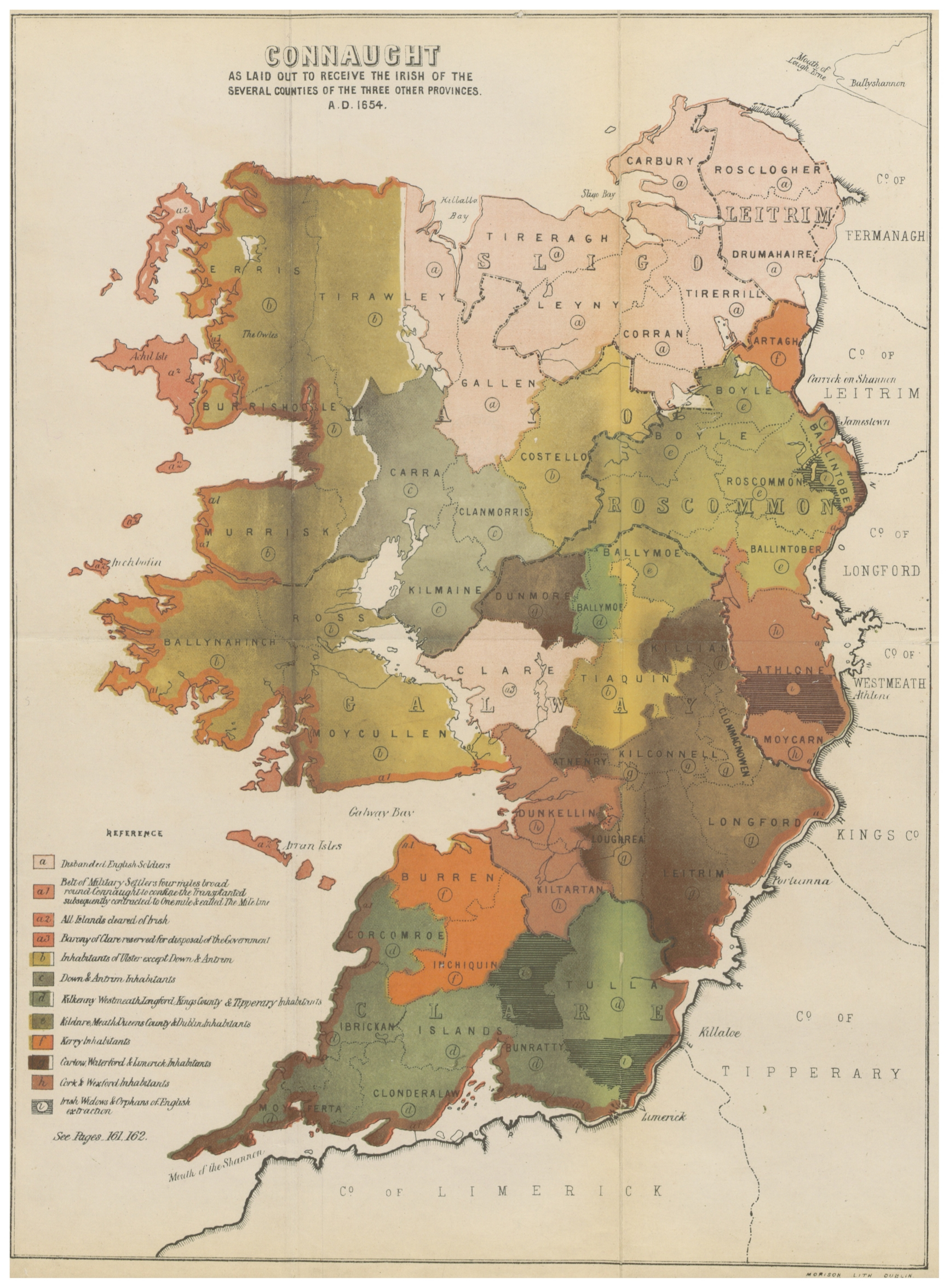
Harta regiunii de la vest de valea râului Shannon alocată irlandezilor nativi după expulzarea de pe pământurile lor printr-o lege din 1652. Trebuie remarcat că toate insulele au fost „curățate de irlandezi” și o centură lată de o milă în jurul coastei a fost rezervată coloniștilor englezi.

După ce britanicii conduși de Oliver Cromwell au cucerit Irlanda, în 1652 a fost emis o lege prin care pământurile celor mai mulți catolici irlandezi au fost confiscate, lor fiindu-le interzisă și stabilirea în orașe. Un număr necunoscut de irlandezi, posibil până la 100.000,  a fost transportați în coloniile din Indiile de Vest și America de Nord ca servitori cu contract (contractul prevedea o perioadă de timp de până la șapte ani în care servitorii lucrau fără să fie plătiți).
În plus, britanicii au sprijinit o serie de transferuri de populație în Irlanda pentru creșterea numărului protestanților loiali monarhului de la Londra. Aceste transferuri au fost cunoscute ca  „implantări”, iar coloniștii au venit în principal din Scoția și comitatele nordice ale Angliei. 
In the late eighteenth century, the Scots-Irish constituted the largest group of immigrants from the British Isles to enter the Thirteen Colonies before the American Revolutionary War.

### Scotland
Sistemul de  „incinte” (enclosure), care a dus la depopularea zonelor rurale engleze în cadrul revoluției agrare britanice, a  început în timpul Evului Mediu. Evenimentele similare din Scoția aveau să fie numite mai târziu „evacuarea câmpiilor”. A urmat „evacuarea regiunilor înalte”, care a fost evacuarea forțată a populației din Highland și insulelor scoțiene din secolul al XVIII-lea. Populația a migrat în regiunile joase ale Scoției, dar și în străinătate, în cele 13 colonii americane, Canada sau Caraibe. 

### Europa Centrală

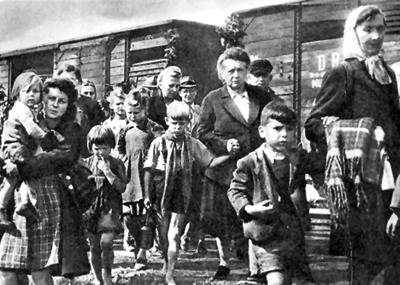
Germani deportați din the Sudetenland după încheierea celui de-al Doilea Război Mondial

După ce Pactul Ribbentrop-Molotov a divizat  Polonia mai înainte de izbucnirea celui de-al Doilea Război Mondial, germanii au deportat polonezii și evreii din teritoriile poloneze anexate de naziști și Uniunea Sovietică au deportat polonezii din zonele din estul Poloniei, Kresy, în Siberia și Kazahstan. Din 1940, Hitler a încercat să-i determine pe germani să se reinstaleze din zonele în care erau minoritari (Țările Baltice, Europa de Sud-Est și de Est) în  Warthegau, regiunea din jurul Poznańului (Posen în germană). Hitler i-a expulzat pe polonezii și evreii care au format acolo majoritatea populației. Înainte de război, germanii reprezentau 16% din populația din zonă.
 Regimul nazist au încercat l-a început să-i determine pe evrei să emigreze. În Austria, naziștii au reușit să alunge majoritatea populației evreiești. Până la urmă, creșterea rezistenței în străinătate la această măsură a dus practic la întreruperea a acestui proiect. Mai târziu, evreii au fost transferați în ghetouti și, în cele din urmă, în lagărele morții. Utilizarea în Germania nazistă a muncii forțate  în timpul războiului a fost un fenomen care s-a manifestat pe scară largă. Evreii care își cedaseră proprietățile din Germania și Austria în timpul nazismului, deși fuseseră constrânși să facă acest lucru, au constatat că este aproape imposibil să își recapete averile după încheierea războiului, în parte datorită folosirii cu succes de către guverne a argumentului „deciziei personale de plecare”.

Germanii au deportat aproximativ 12 milioane de oameni din aproape douăzeci de țări europene, dintre care aproximativ două treimi au provenit din Europa de Est.
După al Doilea Război Mondial,  când traseul liniei Curzon, propus încă din 1919 de Aliații occidentali drept frontieră de est a Poloniei, a fost pusă în practică, membrii tuturor grupurilor etnice au fost transferați în teritoriile naționale corespunzătoare (polonezii în Polonia populară, ucrainenii în Ucraina sovietică). Un proces asemănător a avut loc în fostele teritorii germane la este de  linia Oder-Neisse, unde cetățenii germani au fost transferați în Germania. Germanii au fost expulzați din teritoriile anexate de Uniunea Sovietică și Polonia, dar și din teritoriile Cehoslovaciei, Ungariei, României și Iugoslavei. Din 1944 până în 1948, între 13,5 și 16,5 milioane de germani au fost expulzați, evacuați sau au fugit din Europa Centrală și Răsăriteană. Statistisches Bundesamt estimează că 1,2 milioane de germani și-au pierdut viața în timpul acestor mișcări de populație.
Polonia și Ucraina sovietică au efectuat schimburi de populație. Polonezii care locuiau la est de noua graniță polono-sovietică au fost deportați în Polonia (aproximativ 2.100.000 de persoane) și ucrainenii care locuiau la vest de granița polono-sovietică au fost deportați în Ucraina sovietică.  Transferul populației în Ucraina sovietică a avut loc din septembrie 1944 până în mai 1946 (aproximativ 450.000 de persoane). Unii ucraineni (aproximativ 200.000 de persoane) au părăsit sud-estul Poloniei mai mult sau mai puțin voluntar (între 1944 și 1945).
O a doua deportare a ucrainenilor a avut loc în 1947 în timpul Operațiunii Vistula.
Aproximativ 20 de milioane de europeni și-au părăsit casele, au fost expulzați, transferați sau schimbați în timpului procesului de rearanjare a grupurilor etnice între 1944 și 1951.

### Spania
În 1492, evreii din Spania au fost expulzați prin Decretul de la Alhambra. Unii dintre evrei au plecat în Africa de nord. Alții au plecat în Polonia, Franța sau Italia sau alte țări din bazinul Mării Mediterane. 
În 1609, 300.000 de morisci (urmașii musulmanilor convertiți la creștinism) au fost expulzați, după un secol de segregare, procese antiislamice și restricții religioase. Cei mai mulți dintre aceștia au plecat în Africa de nord și Imperiul Otoman.

### Europa de sud-est
În septembrie 1940, odată cu retrocedarea Dobrogei de Sud de către România Bulgariei în temeiul Tratatului de la Craiova, a fost efectuat un  schimb de populație. 103.711 români, aromâni și megleno-români au fost obligați să se mute la nord de graniță, în timp ce 62.278 de bulgari, care locuiau în Dobrogea au fost obligați să se mute în Bulgaria.
Aproximativ 360.000 de turci au fugit din Bulgaria în timpul  procesului de asimilare forțată a minorităților din deceniul al nouălea al secolului trecut. 
În timpul războaielor din Iugoslavia din anii 1990, destrămarea  Iugoslaviei a provocat mari transferuri de populație, în majoritate involuntare. Deoarece a fost un conflict alimentat de naționalismul etnic, oamenii din etnii minoritare au fugit în general către regiuni în care etnia lor forma o majoritate.
Fenomenul „epurării etnice” a fost semnalat pentru prima dată în Croația, dar în scurt timp s-a răspândit în  Bosnia. Din moment ce  musulmanii bosniaci nu aveau niciun refugiu imediat, aceștia au fost probabil cei mai afectați de violența etnică. Națiunile Unite au încercat să creeze zone protejate pentru populația musulmană din estul Bosniei, dar trupele de menținere a păcii nu au reușit să protejeze zonele protejate, mii de musulmani fiind uciși ca în cazul masacrului de la Srebrenica sau din alte părți. 

 Acordurile de la Dayton au pus capăt războiului din Bosnia și Herțegovina, fixând granițele dintre cele două părți aproximativ pe aceleași linii cu cele stabilite până în toamna anului 1995. Un rezultat imediat al transferului populației după acordul de pace a fost o scădere accentuată a violență în regiune
O deportare masivă și sistematică a albanezilor din Serbiei] a avut loc în timpul Războiului din Kosovo din 1999, aproximativ 800.000 de albanezi (dintr-o populație de aproximativ 1,5 milioane) fiind forțați să părăsească regiunea. Albanezii au devenit majoritari în Kosovo la sfârșitul războaielor. În jur de 200.000 de sârbi și romi au fugit din Kosovo. Când Kosovo a proclamat independența în 2008, cea mai mare parte a populației sale era albaneză.
Un număr de comandanți și politicieni, precum fostul președinte al Serbiei și Iugoslaviei, Slobodan Milošević , sau fostul comandant al Armateri de Eliberare din Kosovo, Salih Mustafa  The total number of Muslims involved was 354,647.
Transferul de populație a împiedicat atacuri suplimentare asupra minorităților din statele respective, iar Nansen a primit Premiul Nobel pentru pace. Ca urmare a transferurilor, minoritatea musulmană din Grecia și minoritatea greacă din Turcia au fost mult reduse numeric. Cipru și Arhipelagul Dodecanez nu au fost incluse în transferul populației greco-turce din 1923, deoarece se aflau sub controlul direct britanic și, respectiv, italian. Arhipelagul Dodecanez a devenit parte a Greciei în 1947. 

### Cipru
După [[Invazia turcă a Ciprului] și ulterior divizarea insulei, a existat a fost semnat pe 2 august 1975 un acord sub auspiciile Națiunilor Unite între reprezentanții ciprioților greci pe de o parte și a  ciprioților turci de cealaltă parte, sub auspiciile Națiunilor Unite la 2 august 1975, în baza căruia Guvernul Republicii Cipru ridica orice restricții în mișcarea voluntară a ciprioților turci către zonalele ocupate ale insulei și, în schimb, partea turco-cipriotă permitea tuturor ciprioților greci care au rămas în zonele ocupate să rămână acolo și să primească orice ajutor pentru a trăi o viață normală.

### Italia
În 1939, Hitler și Mussolini au ajuns la o înțelegere să ofere populației vorbitoare de limbă germană din Tirolul de Sud două opțiuni: să emigreze în  Germania vecină (inclusiv recent- anexata  Austrie) sau să rămână în Italia și accepte să fiți asimilați. Din cauza izbucnirii celei de-a două conflagrații mondiale, acordul a fost finalizat doar parțial

### Uniunea Sovietică
Stalin a ordonat în premergătoare izbucnirii celui de-al Doilea Război Mondial, în timpul conflagrație și imediat după încheierea acesteia efectuarea unor deportări scară largă, care au afectat profund distribuția etnică pe întinsul Uniunii Sovietice. Peste 1,5 milioane de oameni au fost deportați în Siberia și republicile sovietice din Asia Centrală. Principalele motive invocate pentru deportări au  fost separatismul, rezistența la guvernarea sovietică și colaborarea cu forțele invadatoare ale Axei. După încheierea războiului, populația de origine germană din Prusia Răsăriteană a fost înlocuită cu cetățeni sovietici, în principal ruși. Numeroși tătari au fost deportați în interiorul Uniunii Sovietice, în timp ce Crimeea a fost repopulată cu ruși. 
Una dintre hotărârile Conferinței de la Ialta a fost ca  aliații să îi repatrieze pe toți cetățenii  sovietici care se aflat în zona Aliată ( Operațiunea Keelhaul). Această hotărâre a afectat imediat pe prizonierii de război sovietici eliberați de aliați, dar ea a fost extinsă și la alți refugiați est-europeni. Această prevedere nu a fost adusă la cunoștința opiniei publice americane și britanice, fiind ținută secretă pentru mai mult de cinci zeci de ani.

## Pe continentul american

### Imperiul Incaș
Imperiul Incaș a dispersat grupurile etnice cucerite pe cuprinsul întregului imperiu pentru distrugerea legăturilor tradiționale ale comunităților și pentru forțare membrilor diferitelor grupuri etnice să adopte limba și cultura  quechua. 
Politicile totalitare, care nu au  reușit să se impună pe deplin în epoca precolumbiană , au avut cel mai mare succes când au fost adoptate, din secolul al XVI-lea, pentru a crea o identitate pan-andină împotriva dominației  spaniole. Cea mai mare parte a cunoștințele actuale despre transferurile de populație din Imperiul Inca provin din lucrările cronicarilor spanioli Pedro Cieza de León și Bernabé Cobo.

### Canada
În timpul războiului franco-indian (parte a  Războiului de Șapte Ani dintre Regatul Unit și Franța]], britanicii au deportat aproximativ 8.000 de acadieni din Canada, mai întâi în Cele treisprezece colonii americane, după aceea în Franța. Mii de oameni au murit de foame, de boală sau înecați ca urmare a deportării. O parte a acestor acadieni, care fuseseră trimiși în Franța, au emigrat mai apoi în  Louisiana, unde urmașii lor au devenit cunoscuți cu numele de „cajuni” sau „cadieni”. 

În timpul războiului rece, în a doua jumătate a secolului trecut, 87 de inuiți au fost mutați prin ordinul guvernului canadian în Canada de Nord. Relocarea este un eveniment controversat: a fost descrisă fie ca un gest umanitar, pentru salvarea vieților băștinașilor amenințați de foamete, fie ca o migrație forțată instigată de guvernul federal, care dorea să își afirme suveranitatea asupra Extremului Nord canadian împotriva  Uniunii Sovietice. Atât susținătorii relocării cât și criticii acesteia recunosc însă că inuiții nu au primit suficient sprijin pentru mutarea în noua regiune. Numeroși alți membri ai triburilor indigene din Canada au fost forțați să mute în diferite regiuni ale țării, de exemplu tribul 'Nak'waxda'xw în 1964. 

#### Internarea japonezilor canadieni
Internarea se referă la reținerea canadienilor japonezi în urma atacului de la Pearl Harbor și a declarației canadiene de război împotriva Imperiului Japonez în timpul celui de-al Doilea Război Mondial. Relocarea forțată i-a supus pe canadienii japonezi la interogatorii și la pierderi de locuri de muncă și de proprietăți. Internarea canadienilor japonezi a fost comandată de premierul Mackenzie King, în mare parte din cauza prejudecătilor rasiale existente. Cu toate acestea, dovezile furnizate de Poliția Regală Canadiană și Departamentul Apărării Naționale arată că decizia a fost nejustificată.
Până în 1949, la patru ani după încheierea celui de-al Doilea Război Mondial, casele și afacerile tuturor persoanelor cu origini japoneze le-au fost confiscate, iar ei au fost trimiși în lagăre de internare. Guvernul canadian a închis toate ziarele în limba japoneză, a preluat afaceri și bărci de pescuit și le-a vândut. Pentru finanțarea internării în sine, au fost vândute și vehicule, case și bunuri personale.

### Statele Unite

#### Independența
În timpul și după sfârșitul răzbiului de independență, numeroși loialiști au fost fie uciși, arestați sau li s-au confiscat proprietățile, uneori în urma unui proces sumar, iar alteori cu forța. Loialiști au ajuns să se teamă pe bună dreptate pentru viețile lor. Drept urmare, mulți au ales să plece sau au fost forțați să-și părăsească proprietățile din ceea ce au devenit Statele Unite, mergând adesea în Canada, unde Coroana britanică le-a promis pământ într-un efort de compensare a pierderilor și de recolonizare. Cei mai mulți au primit pământ la frontieră, în ceea ce a devenit  Upper Canada și au trebuit să întemeieze orașe noi. Comunitățile au fost formate în mare parte de oameni cu ascendență etnică și credință religioasă comune. În unele cazuri, orașele au fost întemeiate de bărbați din anumite unități militare și de familiile lor.

#### Relocările americanilor nativi
În secolul al XIX-lea, guvernul Statelor Unite a mutat forțat aproximativ 100.000  amerindienii în rezervații deținute de guvern și destinate doar băștinașilor. Amerindienii au fost mutați din statele din nord în cele din vestul Statelor Unite. Cele mai cunoscute astfel de mutări au fost cele din deceniul al patrulea al secolului al XIX-lea, începând cu mutarea tribului Choctaw. Prin Legea de Îndepărtare a Indienilor din 1830, „cele cinci triburi civilizate” au fost mutate din locurile lor de baștină la est de Fluviul Mississippi în Teritoriul Indian. Procesul a avut ca rezultat o mare perturbare socială toți amerindienii, numeroase decese și un adevărat „Drum al lacrimilor” pentru  Națiunea Cherokee. Amerindienii au opus rezistență în mai multe cazuri la mutarea forțată, ceea ce a provocat mai multe conflicte armate. 
În august 1863, toți membrii tribului Konkow Maidu au trebuit să fie trimiși la Bidwell Ranch din Chico, după care să fie mutați în rezervația Round Valley din Covelo, Mendocino County. Orice indian care ar fi refuzat să se mute putea fi împușcat. Membrii triburilor Maidu au fost adunați și au mărșăluit sub pază spre vest din Valea Sacramento până în zona de muntoasă. 461 de amerindieni au plecat spre rezervație și doar 277 au ajuns la destinație pe 18 septembrie 1863.
„Marșul cel lung” se referă la mutarea din 1864 a poporului Navajo de către guvernul federal american din Arizona în estul statului  New Mexico. Poporul Yavapai a fost mutat cu forța din rezervația Camp Verde în rezervația San Carlos, Arizona, pe 27 februarie 1875 după un scurt război. 
Amerindienii din Marile Câmpii și prerii au fost mutați în rezervații după o serie de războaie în care indienii și coloniștii s-au luptat pentru pământ și resurse. Prizonierii de război indieni au fost internați în Fort Marion și Fort Pickens în Florida.
După înfrângerea din războiul din 1875, din cei 1.400 de Yavapai,  375 au pierit în timpul deportării.

#### Ordinul general nr. 11 (1863)
Ordinul general nr. 11 este denumirea unui decret de pe 25 august 1863 al Armatei Uniunii în timpul Războiului Civil prin care s-a hotărât evacuarea a locuitorilor din zonele rurale din patru comitate din vestul statului Missouri. Ordinul a fost dat după ce în zonă se înregistrare o creștere a atacurilor gherilelor confederate. Generalul Uniunii Thomas Ewing a emis ordinul care a afectat toți locuitorii zonelor rurale, indiferent de loialitatea exprimată față de statele confederate sau cele din nord. Persoanele care au putut să își demonstreze loialitate față de guvernul Statelor Unite au primit permisiunea să rămână în regiune, dar au fost obligate să își părăsească fermele și să se mute în comunitățile din apropierea unităților militare. Cei care nu au putut face acest lucru, au trebuit să părăsească definitiv zona.
În timpul acestui proces, forțele Uniunii au provocat distrugeri considerabile ale proprietăților celor mutați, dar și pierderea de vieți omenești din cauza conflictelor. 

#### Internarea japonezilor americani
În urma atacului Japoniei Imperiale asupra Pearl Harbor și după zeci de ani de suspiciuni și antagonism față de întărirea etniei japoneze, guvernul SUA a ordonat în 1942 relocarea forțată și internarea a aproximativ 110.000 japonezi americani și japonezi cu reședința în Statele Unite în așa-numitele „tabere de relocare pe timp de  război”, sau lagăre de internare, pentru întreaga durată a războiului. Cetățenii americanii albi le-au cumpărat de multe ori proprietățile deportaților cu prețuri foarte mici. 
Cetățenii japonezi și japonezii americani cu reședința pe Coasta de Vest a Statelor Unite au fost internați în totalitate. în Hawaii, unde cei 150.000 de japonezi americani formau aproape o treime din populația statului, oficialii au internat doar 1.200-1.800 de japonezi americani. la sfârșitul secolului al XX-lea, guvernul american a plătit anumite compensații supraviețuitorilor lagărelor de internare. 

## În Asia

### Imperiul Otoman
Imperiul Otoman a folosit la începutul existenței sale transferurile forțate de populație pentru schimbarea compoziției etnice și a vieții economice pe teritoriul statului. Termenul utilizat în documentele otomane a fost sürgün (surghiun). 
Transferurile otomane de populație ordonate de otomani până la domnia lui Mahomed I au vizat grupurile tribale ale turkmenilor și tătarilor din teritoriile asiatice ale imperiului în Balcani (Rumelia). Cele mai multe astfel de grupuri asigurau forțele neregulate pentru apărarea frontierelor cu statele creștine ale Europei. În același timp, comunitățile creștine au fost transportate din țările nou cucerite din Balcani în Tracia și Anatolia. În timp ce fluxurile de populație traversau Dardanelele în ambele sensuri, Murad al II-lea și Mahomed al II-lea s-au concentrat asupra reorganizării demografice a centrelor urbane ale imperiului lor. După cucerirea de către Murad al II-lea a Salonicului, otomanii au mutat forțat musulmani din Anatolia în  Yenice-i Vardar (Giannitsa). Transferurile de populație din timpul lui Mahomed al II-lea au avut ca scop repopularea [[Constantinopol]ului după cucerirea orașului de către otomani în 1453. În capitala imperială au fost mutați creștini, musulmani și evrei din întregul imperiu. Întinsa Pădure Belgrad de la nord de Istanbul amintește de oamenii relocați din Belgrad. În partea de răsărit a orașului se află Poarta Belgrad, pe drumul spre Serbia. 

Încă din timpul domniei lui Baiazid al II-lea, otomanii au avut probleme cu mișcarea șiită  Kizilbași (Qizilbași) din vestul Anatoliei. Mutarea forțată a membrilor acestei mișcări a continuat cel puțin până la sfârșitul secolului al XVI-lea. Selim I a ordonat aducerea în capitala imperiului a unor negustori, meșteșugari și învățați din Tabriz și Cairo. Otomanii au sprijinit imigrația musulmanilor în insulele Rodos și Cipru după cucerirea acestora în 1522 și, respectiv 1571. În același timp, otomanii i-au mutat pe grecii ciprioți în regiunea litoralului Anatoliei.
Cunoștințele istoricilor occidentali despre utilizarea „sürgün-ului” din secolul al XVII-lea până în secolul al XIX-lea sunt oarecum nesigure. Se pare că statul otoman nu a mai folosit din secolul al XVII-lea până în secolul al XIX-lea sürgün-ul la fel de mult ca în perioada sa expansionistă.
După schimburile din Balcani, Marile Puteri și apoi Liga Națiunilor au folosit transferul forțat al populației ca mecanism de omogenizare etnică în statele balcanice post-otomane, pentru a diminua conflictelor interne. Diplomatul norvegian Fridtjof Nansen, care a lucrat pentru Liga Națiunilor ca Înalt Comisar pentru Refugiați în 1919, a propus ideea unui transfer forțat de populație. Acest lucru a fost modelat pe transferul de populație obligatoriu greco-bulgar.

În cartea Jewish Subjects and Their Tribal Chieftains in Kurdistan, istoricul Mordechai Zaken prezintă istoria creștinilor asirieni din Turcia și Irak (Kurdistanul Irakian) începând cu anul 1842. Zaken a identificat trei evenimente importate care au avut loc între 1843 și 1933, în timpul cărora creștinii asirieni și-au pierdut pământurile strămoșești și hegemonia în regiunea Hakkārī (Julamerk) din sud-estul Turciei și au devenit refugiați în alte regiuni, în principal în Iran și Irak. Creștinii asirieni au format comunități de exilați în Europa de Vest,SUA, Canada, Australia și Noua Zeelandă. Creștinii asirieni au migrat în mai multe etape, în urma fiecărei crize politice. Milioane de creștini asirieni trăiesc astăzi în comunități exilate și prospere din vest.

### Palestina
Vedeți și:  Exodul palestinian din 1948 , Exodul evreilor din țările arabe și musulmane ,  Cauzele exodului palestinian din 1948,  Exodul palestinian din 1949–1956 , și Exodul palestinian din 1967 
Exodul palestinian (cunoscut și ca Nakba) a aproximativ 711.000 – 725.000 de persoane din Palestina sub mandat britanic a avut loc în lunile de dinainte și din timpul războiului din 1948. Cea mai mare parte a refugiaților arabi din fostul Mandat britanic pentru Palestina a ajuns în Fâșia Gaza (sub controlul egiptean între 1949 și 1967) și în Cisiordania (sub controlul iordanian între 1949 și 1967), Iordania, Siria și Liban.
În timpul războiului din 1948 din Palestina, Hagana a conceput Planul Dalet, despre care unii cercetători consideră ca a avut ca scop expulzarea palestinienilor,, dar există și susținători ai ideii că scopul lui a fost unul complet defensiv. Istoricul britanico-israelian Efraim Karsh afirmă că majoritatea arabilor care au fugit au plecat din proprie inițiativă sau au fost presați să plece de către conaționalii lor arabi, în ciuda încercărilor israeliene de ai convinge să rămână.
Ideea transferului arabilor din Palestina fusese luată în considerare cu aproximativ jumătate de secol mai înainte.
De exemplu, Theodor Herzl a scris în jurnalul său în 1895 că mișcarea sionistă „va încerca să îmbărbăteze populația fără bani de peste graniță prin procurarea de locuri de muncă pentru aceasta în țările de tranzit, refuzându-i totuși orice angajare în țara noastră”, dar nu este clar dacă acest comentariu se referea în mod specific la Palestina. Patruzeci de ani mai târziu, una dintre recomandările din 1937 ale Comisiei regale pentru Palestina a fost transferul arabilor din regiunea propusului stat evreu și a inclus chiar un transfer obligatoriu de populație din câmpiile Palestinei. Guvernul britanic nu s-a împotrivit inițial acestei recomandări.
Planul britanic nu a fost niciodată aprobat de sioniști, iar transferul nu a fost niciodată politica oficială sionistă, dar mulți sioniști de rang înalt au susținut conceptul în privat.
Savanții au dezbătut opiniile lui David Ben-Gurion despre transfer, în special în contextul scrisorii lui Ben-Gurion din 1937, dar potrivit lui Benny Morris, Ben-Gurion „în altă parte, în declarații inatacabile ... a susținut în repetate rânduri ideea de a „transfera” (sau expulza) arabii... din zona viitorului stat evreu, fie „voluntar”, fie prin constrângere”.
Gush Etzion și cartierele evreiești din Ierusalimul de Est au fost depopulate în timpul anexării de către Iordania a Malului de Vest. Multe dintre aceste locuri au fost repopulate după victoria evreilor în Războiul de Șase Zile.

### Persia
Mutarea populației din regiunile de frontieră cu Imperiul Otoman din Kurdistan și Caucaz a fost o acțiune de importanță strategică pentru Safevizi. Sute de mii de kurzi, dar și grupuri mari de armeni, asirieni, azeri și turkmeni, au fost mutați cu forța din regiunile de frontieră și colonizați în provinciile interioare ale Persiei. Aceste mutări au avut ca scop limitarea contractului cu membrii grupurilor etnice de peste frontieră și întărirea pazei granițelor. Între secolele al XVI-lea și al XVIII-lea, aproximativ 1,7 milioane de kurzi au fost deportați din Kurdistan în Provincia Khorasan, (nord-vestul Iranului). For a map of these areas see. Unele triburi kurde au fost deportate mai departe în răsărit în regiunea Gharchistan din Munții Hindukuș, la peste 2.400 km depărtare de locurile de baștină din vestul Kurdistanului

### Asiria antică

Evreii au fost unul dintre numeroasele popoare deportate de asirieni.

În antichitate, transferul de populație a fost cea mai blândă alternativă la uciderea bărbaților și înrobirea femeilor și copiilor din teritoriile cucerite. Începând cu secolul al XIII-lea î.Hr., Asiria a folosit deportările în masă ca metodă de pedeapsă pentru rebeliune. Până în secolul al IX-lea, asirienii au deportat mii de supuși care nu se supuneau lor. Triburile evreiești care au fost deportate de asirieni au devenit cunoscute ca  „cele zece triburi pierdute”. Hitiții au folosit deseori transferul populațiilor înfrânte în război din locurile de baștină în Hatti. (Trevor Bryce, The Kingdom of the Hittites) Deportarea elitei evreilor din Ierusalim de trei ori în timpul captivității babiloniene din secolul al VI-lea î.Hr. a fost de asemenea un transfer de populație.

### Subcontinentul Indian
Când în India Britanică, în perioada interbelică, s-a pus tot mai puternic problema obținerii independenței, locuitorii musulmani au cerut formarea propriului stat în două regiuni în care reprezentau majoritatea populației, care însă nu erau vecine: Pakistanul de Est și Pakistanul de Vest. Pentru ușurarea procesului de   creare de noi state de-a lungul liniilor religioase (spre deosebire de liniile rasiale sau lingvistice, deoarece oamenii împărtășeau istorii și limbi comune), au fost puse în aplicare schimburi de populație. Peste 5 milioane de hinduși și sikhsi de pe teritoriul Pakistanului s-au mutat în India și un număr egal de musulmani din India s-a mutat în Pakistan. Un număr foarte mare de oameni, unele estimări dând cifre de peste un milion de oameni, au murit în timpul conflictelor violente care au avut loc în timpul acestor mișcări de populație. Deși mulți musulmani au ales să se mute în Pakistan, un număr cel puți egal de musulmani a ales să rămână în India. Cu toate acestea, cei mai mulți hinduși și sikhsi din Pakistan au ales în anii care au urmat să se mute în India. 
Imigranții musulmani din Pakistan s-au așezat în principal în Karachi și au devenit cunoscuți sub numele colectiv de „muhajir”. 

În insula Diego Garcia din Oceanul Indian, guvernul britanic a mutat cu forța între anii 1967 și 1973 peste 2.000 de localnici ca să permită construirea unei baze militare. În ciuda hotărârilor judecătorești date în favoarea lor, locuitorilor insulei exilați în Mauritius nu li s-a permis să se întoarcă, dar există semne că guvernul britanic are în vedere compensații financiare și scuze oficiale.

### Afganistan
La sfârșitul secolului al XIX-lea, Abdur Rahman Khan i-a mutat pe paștunii răsculați din sudul țării în nord. În plus, Abdur Rahman și succesorii lui le-au oferit paștunilor în deceniile care au urmat diverse stimulente pentru ca să se mute în nordul Afganistanului.

### Cambodgia
Unul dintre primele acte ale Khmerilor Roșii a fost mutarea majorității populației urbane în mediul rural. Orașul Phnom Penh, populația sa de 2,5 milioane de persoane, inclusiv 1,5 milioane de refugiați din timpul războiului, care locuiau la rude sau în zona urbană, a fost în curând aproape goală. Evacuări similare au avut loc în Provinciile Battambang, Kampong Cham, Siem Reap, Kampong Thom, în toate orașele mari sau mici din țară.
Khmerii Roșii au încercat să transforme Cambodgia într-o societate fără clase, să depopuleze orașele, să creeze „omul nou”,  care să lucreze în  ferme colective. Cambodgienii au fost forțați să devină fermieri în adevărate lagăre de muncă.

### Caucaz
În regiunea Caucazului a fostei Uniuni Sovietice, transferurile de populație au afectat mii de indivizi din Armenia, Nagorno-Karabah, Azerbaidjan, Abhazia, Osetia de Sud, Georgia, Cecenia și regiunile învecinate din Rusia. 

### Orientul Mijlociu
- În timpul  rebeliunilor kurzilor din Turicia din 1920 până în 1937, sute de mii de kurzi au fost forțați să se refugieze.
- După crearea statului Israel și  Războiul Arabo-Israelian din 1948-1949, un puternic val de antisemitism din țările arabe a forțat mulți evrei să fugă în Europa, America și Israel. Numărul estimat al evreilor care s-au refugiat este între 850.000 și 1.000.000 de oameni. Cei care au ajuns în Israel au fost găzduiți în tabere de refugiați.[66][67]
- până la 3.000.000 de oameni, în principal kurzi, au fost obligați să își părăsească casele în timpul  conflictul kurdo-turc început în 1978,[68]. Dintre aceștia, în 2009 mai erau aproximativ 1.000.000 de oameni care nu se reîntorseseră la casele lor.[69]
- Saddam Hussein a dus timp de mai multe decenii o politică forțată de arabizare a nordului Irakului. [70] Autoritățile irakiene au alungat cel puțin 70.000 de kurzi din Mosulu de vest și i-a înlocuit cu arabi suniți.[71] Now, only eastern Mosul is Kurdish.[72]
- În timpul Primului Război din Golf, există mărturii despre expulzarea din Statele Golfului a aproximativ 732.000 de emigranți yemeniți. Cei mai mulți dintre ei au fost din Arabia Saudită.[73]
- După Primul Război din Golf, autoritățile kuweitiene au expulzat aproximativ 200.000 de palestinieni.[74] That was partly a response to the alignment of PLO leader Yasser Arafat with Saddam Hussein.
- În august 2005,  Israelul i-a transferat cu forța pe toți cei 10.000 de  coloniști israelieni din Fâșia Gaza și nordul Cisiirdaniei.[75][76][77][78]
- Aproximativ 6,5 milioane de refugiați sirieni s-au mutat în țară și 4,3 milioane au plecat în țările vecine din cauza războiului civil. Mulți au fost strămutați de lupte, având loc expulzări forțate atât împotriva arabilor suniți, cât și a alauiților.[79]

## În Africa

### Africa de Sud
Nativii din Africa de Sud au fost forțați să se mute în bantustane, care erau teritorii pe care administrația Partidului Național al albilor din Africa de Sud le rezervase locuitorilor negri din Africa de Sud și Africa de Sud-Vest (acum Namibia), ca parte a politicii sale de apartheid.

## Vedeți și:
- Deportare
- Purificare etnică
- Planul Madagascar
- Împărțirea Indiei
- Migrație umană
- Transferuri de populație în Uniunea Sovietică
- Refugiat

## Resurse internet
- Haslam, Emily. "Population, Expulsion and Transfer", Max Planck Encyclopedia of Public International Law
- UN Report, historical population transfers and exchanges (continues at bottom of page)
- Freedom of Movement – Human rights and population transfer, UN report on legal status of population transfers
- Paul Lovell Hooper, Forced Population Transfers in Early Ottoman Imperial Strategy, A Comparative Approach, 2003, senior thesis for BA degree, Princeton University
- "Medieval Jewish expulsions from French territories" Arhivat în 14 martie 2013, la Wayback Machine., Jewish Gates
- conceptwizard.com "History in a Nutshell" Arhivat în 3 noiembrie 2012, la Wayback Machine., population transfer statistics in the Middle East
- Lausanne Treaty Emigrants Association